# Symphonie 2
O Symphonie 2 foi um satélite de comunicação geoestacionário construído pela CIFAS/Aerospatiale consortium. Na maior parte de sua vida, ele esteve localizado na posição orbital de 11,5  graus de longitude oeste e foi operado pelo CNES e pela DFVLR. O satélite tinha uma expectativa de vida útil de 5 anos. O mesmo saiu de serviço em dezembro de 1985 e foi transferido para uma órbita cemitério.

## Lançamento
O satélite foi lançado com sucesso ao espaço no dia 27 de agosto de 1975, por meio de um veículo Delta 2914 a partir da Estação da Força Aérea de Cabo Canaveral, na Flórida, EUA. Ele tinha uma massa de lançamento de 400 kg.